# Aeroportul Internațional Maafaru
Aeroportul Internațional Maafaru (IATA: NMF) este un aeroport din Noonu Atoll⁠(d), Maldive ce deservește zona Maafaru⁠(d).
Situat la o altitudine de 2 m, aeroportul dispune de o singură pistă.